# Józef Rudawski
Józef Rudawski (ur. 15 marca 1933 w Kalwarii, zm. 1 lipca 2021) – generał brygady WP.

## Życiorys
Syn Kazimierza i Marii. W latach 1951–1954 elew Oficerskiej Szkoły Wojsk Ochrony Pogranicza w Kętrzynie, później służył w Kaszubskiej Brygadzie WOP w Gdańsku, Karpackiej Brygadzie WOP i Sudeckiej Brygadzie WOP. W latach 1962–1963 ukończył wyższy kurs doskonalenia oficerów WSW przy Wojskowej Akademii Politycznej w Warszawie.  Absolwent Akademii Sztabu Generalnego WP im. gen. broni Karola Świerczewskiego (1969). Od 1972 roku zastępca dowódcy do spraw zwiadu, a w latach 1979-1987 dowódca Sudeckiej Brygady WOP w Kłodzku. Pod jego dowództwem brygada została odznaczona za osiągnięcia w służbie Krzyżem Komandorskim Orderu Odrodzenia Polski. W październiku 1984 Rada Państwa PRL mianowała go na stopień generała brygady. Nominację wręczył w Bewederze przewodniczący Rady Państwa prof. Henryk Jabłoński. W latach 1987–1991 zastępca dowódcy WOP, następnie przeszedł do rezerwy, a w 1993 w stan spoczynku.
Odznaczony wieloma odznaczeniami państwowymi, resortowymi i administracji państwowej. Pochowany na cmentarzu Głównym w Przemyślu.